# Нормалізація (термічна обробка)

Фрагмент діаграми стану «залізо-вуглець» для сталей

Нормалізація сталі — вид термічної обробки сталі, що полягає у нагріванні доевтектоїдних сталей до температури вище за А3 (див. діаграму), а заевтектоїдних — вище за Аcm на 50-60° з наступним охолодженням на повітрі. При нормалізації відбувається перекристалізація сталі, котра усуває крупнозернисту структуру, отриману при литті чи куванні. Цей вид термообробки часто замінює рекристалізувальний відпал для низьковуглецевих сталей (0,2…0,3 % С), а для середньовуглецевих сталей (0,3…0,5 % С) — гартування і високий відпуск.
У зв'язку з подібністю режимів термічної обробки нормалізацію інколи називають нормалізаційним відпалом.
Нормалізація застосовується для підвищення міцності і в'язкості, однорідності структури та покращення оброблюваності низьковуглецевої сталі, а також, виправлення структури зварного з'єднання і зменшення внутрішніх напружень. При цьому виді термічної обробки швидкість охолодження вища, ніж при відпалі, і розпад аустеніту відбувається в нижній частині перлітного інтервалу. Після нормалізації утворюється дисперсна ферито-цементитна структура — сорбіт або троостит. Ці структури мають вищу твердість і міцність у порівнянні з перлітом, який формується після відпалу. Різниця між властивостями збільшується з підвищенням вмісту вуглецю у сталі.
При звичайному відпалі маловуглецевих сталей з фериту виділяється третинний цементит, у зв'язку з чим зменшується їхня ударна в'язкість. При нормалізації швидкість охолодження більша, ніж при відпалі, тому з фериту не встигає виділитися третинний цементит і сталь зберігає високу пластичність і ударну в'язкість при підвищеній міцності. Ударна в'язкість сталі СтЗ після відпалу становить 1068 кДж/м², а після нормалізації — 1686 кДж/м². Для мало вуглецевих і низьколегованих сталей властивості після нормалізації і після відпалу майже однакові, але нормалізація є економічно вигіднішою. Для середньо- і високовуглецевих сталей після нормалізації можна отримати достатньо високу твердість — 40…45 HRC. Тому, хоча в більшості випадків нормалізація використовується як попередня термообробка замість відпалу, для сталей з вмістом вуглецю вище за 0,35 %, особливо легованих, нормалізація може бути зміцнювальною термообробкою. Нормалізацію також використовують для крупногабаритних виливків, в яких мала швидкість охолодження зумовлюється великою масою виробу, внаслідок чого інші види термообробки неможливі. Нормалізація може застосовуватися замість гартування в тих випадках, коли деталь не дуже навантажена.